# Monte Podona
Il Podona è una montagna delle Prealpi Bergamasche situata in provincia di Bergamo. È posto a cavallo tra la Valle Seriana e Val Brembana. È una delle prime vette delle Prealpi, formata da due cime distinte, l'Anticima di 1.183 m e la cima principale di 1.227 m.

## Sentieristica
Sono presenti due percorsi principali che dalla Valseriana salgono a Selvino: 
- Sentiero 534: Nese (Alzano L.) - Salmezza (Selvino)[1]
- Sentiero 535: Madonna dello Zuccarello (Nembro) - Selvino[2]

## Geologia
La roccia prevalente è la dolomia, in particolare la formazione della Dolomia Principale del Norico, originata da sedimenti dolomitici di piattaforma carbonatica. 